# Huub Artz
Huub Artz (Wintelre, 14 maggio 2002) è un ciclista su strada e ciclocrossista olandese, che corre per il team Intermarché-Wanty.

## Palmarès

### Strada
- 2024 (Wanty-ReUz-Technord, tre vittorie)

Kattekoers
7ª tappa Giro Next Gen (Montegrotto Terme > Zocca)
Campionati europei, Prova in linea Under-23

#### Altri successi
- 2023 (Metec-Solarwatt p/b Mantel)

Classifica a punti H4A Beloften Weekend
GP Color Code Bassenge

## Piazzamenti

### Competizioni mondiali
- Campionati del mondo su strada

Zurigo 2024 - In linea Under-23: ritirato

### Competizioni continentali
- Campionati europei su strada

Plouay 2020 - Cronometro Junior: 25º
Plouay 2020 - In linea Junior: ritirato
Drenthe 2023 - In linea Under-23: 54º
Limburgo 2024 - In linea Under-23: vincitore